# Hokan-ji
Hokan-ji (法観寺, Hokanji) est un temple de l'école bouddhique zen Rinzai situé au Japon, dans l'arrondissement de Higashiyama-ku de la ville de Kyoto. Il dépend du temple Kennin-ji et comprend la pagode de Yasaka.

## Pagode de Yasaka
La première pagode est érigée au VIe siècle pendant la période Asuka et a été reconstruite plusieurs fois. Détruit par un incendie en 1436, l'édifice actuel est reconstruit en 1440 par le sixième shogun, Ashikaga Yoshinori.
C'est une pagode à cinq étages au toit de tuiles, qui mesure 46 mètres de haut.
Elle a été inscrite comme propriété culturelle du Japon.